# Meta merianopsis
Meta merianopsis är en spindelart som beskrevs av Albert Tullgren 1910. Meta merianopsis ingår i släktet Meta och familjen käkspindlar. Inga underarter finns listade i Catalogue of Life.